# 朱鬯侯
朱鬯侯，安徽涇縣人。清朝政治人物，同進士出身。

## 生平
道光二十七年（1847年）張之萬榜三甲進士，與沈桂芬、李鴻章、沈葆楨等同年。在戶部學習行走。曾官湖南糧道。